# Ikke Nurjanah
Hartini Erpi Nurjanah, conocida artísticamente como Ikke Nurjanah (nacida el 18 de mayo de 1974, Yakarta) es una cantante y actriz Indonesia.

## Discografía
- Gelimang Duka (1987)
- Semangkok Bersama Sesendok Berdua (1987)
- Gerbang Sengsara (1988)
- Ojo Lali (1989)
- Ojo Suwe-Suwe (1989)
- Iki Loh Mas (1990)
- Bibir Bermadu (1990)
- Saat Jumpa Pertama (1991)
- Cobaan Asmara (1992)
- Biru Putih Cintaku (1992)
- Aib (1992)
- Ati Nelongso (1993)
- Terhina (1993)
- Bagai Disambar Petir (1994)
- Sun Sing Suww (1994)
- Cambuk Derita (1994)
- Nomor Satu (1995)
- Birunya Rindu (1995)
- Merpati Putih (1996)
- Gelang Alit (1996)
- Cinta Dan Dilema (1997)
- Terlena (1997)
- Padang Bulan (1998)
- Memandangmu (1998)
- Senyum Dan Hatimu (1999)
- Best Of The Best (1999)
- Selalu Milikmu (2001)
- Lebaran Bersama Ikke Nurjanah (2003)
- Dua Dalam Satu (2004)
- I Love Dut Kustik (2015)

## Enlacos externos
- Ikke Nurjanah en Instagram

- Datos: Q11216625